# Kanti
Kanti is een notified area in het district Muzaffarpur van de Indiase staat Bihar. 

## Demografie
Volgens de Indiase volkstelling van 2001 wonen er 20.873 mensen in Kanti, waarvan 53% mannelijk en 47% vrouwelijk is. De plaats heeft een alfabetiseringsgraad van 48%. 